# Гърбичи (община Требине)
Гърбичи (на сръбски: Грбићи) е село в Босна и Херцеговина, разположено в община Требине, в ентитета на Република Сръбска. Населението му според преброяването през 2013 г. е 0 жители.

## Население
Численост на населението според преброяванията през годините:
- 1961 – 40 души
- 1971 – 23 души
- 1981 – 19 души
- 1991 – 13 души
- 2013 – 0 души